# Pliomelaena joanetta
Pliomelaena joanetta es una especie de insecto del género Pliomelaena de la familia Tephritidae del orden Diptera.

## Historia
Munro la describió científicamente por primera vez en el año 1947.